# Hippocampus (rodzaj)
Hippocampus – rodzaj morskiej ryby z rodziny igliczniowatych (Syngnathidae). Popularnie zwane są pławikonikami lub konikami morskimi. Niektóre gatunki są hodowane w akwarium.

## Występowanie
Zasiedlają tropikalne, płytkie wody mórz i oceanów całego świata. Najczęściej przebywają wśród wysokiej roślinności, korzeni, gdzie w razie niebezpieczeństwa mogą ukryć się przed napastnikiem. 
Kilka gatunków zamieszkuje chłodniejsze wody. Przy ujściu Tamizy natrafiono na większą liczbę pławikoników. Spotykane są w Morzu Śródziemnym (Hippocampus guttulatus, H. hippocampus, H. fuscus). 

## Klasyfikacja
Gatunki zaliczane do tej rodziny:
| - Hippocampus abdominalis – pławikonik wielkobrzuchy - Hippocampus alatus - Hippocampus algiricus - Hippocampus angustus - Hippocampus arnei - Hippocampus barbouri - Hippocampus bargibanti - Hippocampus bicuspis - Hippocampus biocellatus - Hippocampus bleekeri - Hippocampus borboniensis - Hippocampus breviceps – pławikonik krótkogłowy - Hippocampus camelopardalis – pławikonik żyrafowy - Hippocampus capensis – pławikonik przylądkowy - Hippocampus chinensis - Hippocampus colemani - Hippocampus comes - Hippocampus coronatus – pławikonik koroniasty - Hippocampus curvicuspis - Hippocampus dahli - Hippocampus debelius - Hippocampus denise - Hippocampus erectus – pławikonik grzywacz, pławikonik atlantycki - Hippocampus europaeus - Hippocampus fisheri - Hippocampus fuscus - Hippocampus grandiceps - Hippocampus guttulatus – pławikonik sargassowy, pławikonik plamisty - Hippocampus hendriki - Hippocampus hilonis - Hippocampus hippocampus – pławikonik, pławikonik europejski, pławikonik krótkodzioby - Hippocampus histrix – pławikonik kolczasty - Hippocampus ingens – pławikonik olbrzymi - Hippocampus japapigu | - Hippocampus japonicus – pławikonik japoński - Hippocampus jayakari - Hippocampus jugumus - Hippocampus kampylotrachelos - Hippocampus kelloggi - Hippocampus kuda – pławikonik żółty - Hippocampus lichtensteinii - Hippocampus manadensis - Hippocampus minotaur - Hippocampus mohnikei - Hippocampus moluccensis - Hippocampus montebelloensis - Hippocampus multispinus - Hippocampus natalensis - Hippocampus paradoxus - Hippocampus patagonicus - Hippocampus planifrons - Hippocampus polytaenia - Hippocampus pontohi - Hippocampus procerus - Hippocampus pusillus - Hippocampus queenslandicus - Hippocampus reidi - Hippocampus satomiae - Hippocampus semispinosus - Hippocampus sindonis - Hippocampus spinosissimus – pławikonik jeżykowaty - Hippocampus subelongatus - Hippocampus suezensis - Hippocampus taeniopterus - Hippocampus trimaculatus - Hippocampus tristis - Hippocampus tuberculatus - Hippocampus tyro - Hippocampus villosus - Hippocampus waleananus - Hippocampus whitei - Hippocampus zebra - Hippocampus zosterae |

Gatunki wymarłe

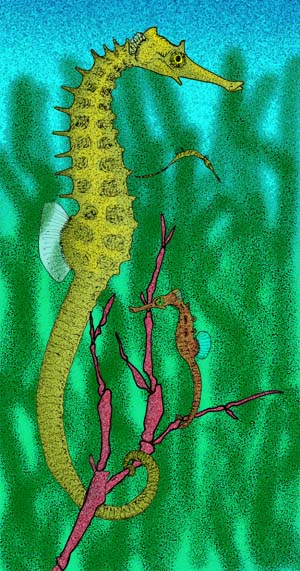
Hippocampus sarmaticus
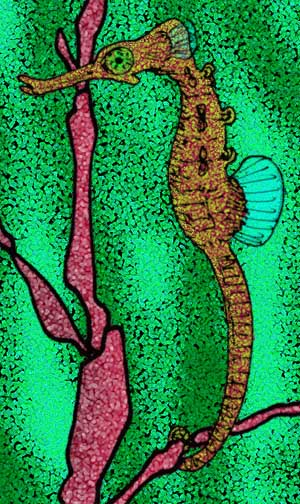
Hippocampus slovenicus

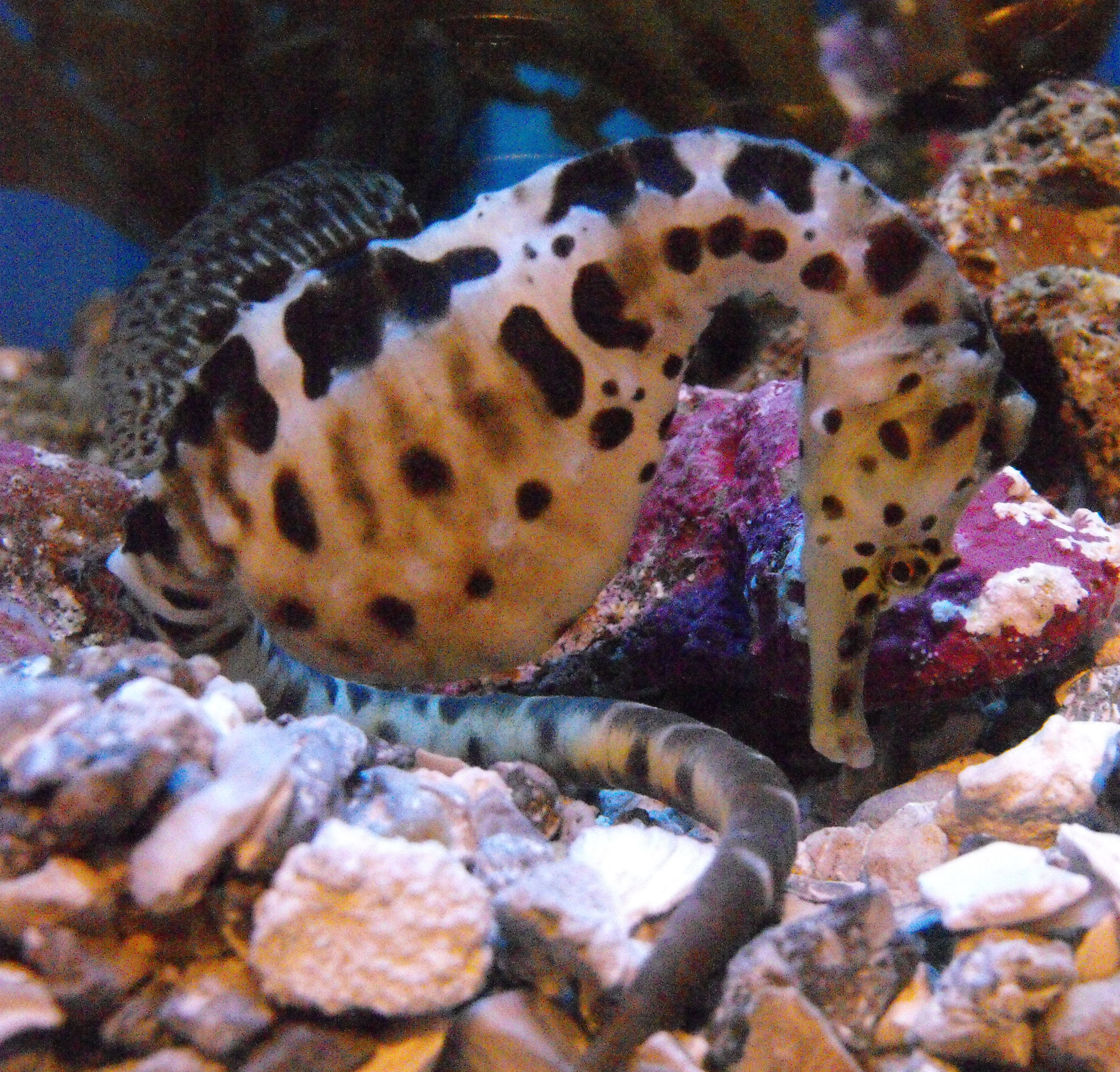
Hippocampus abdominalis
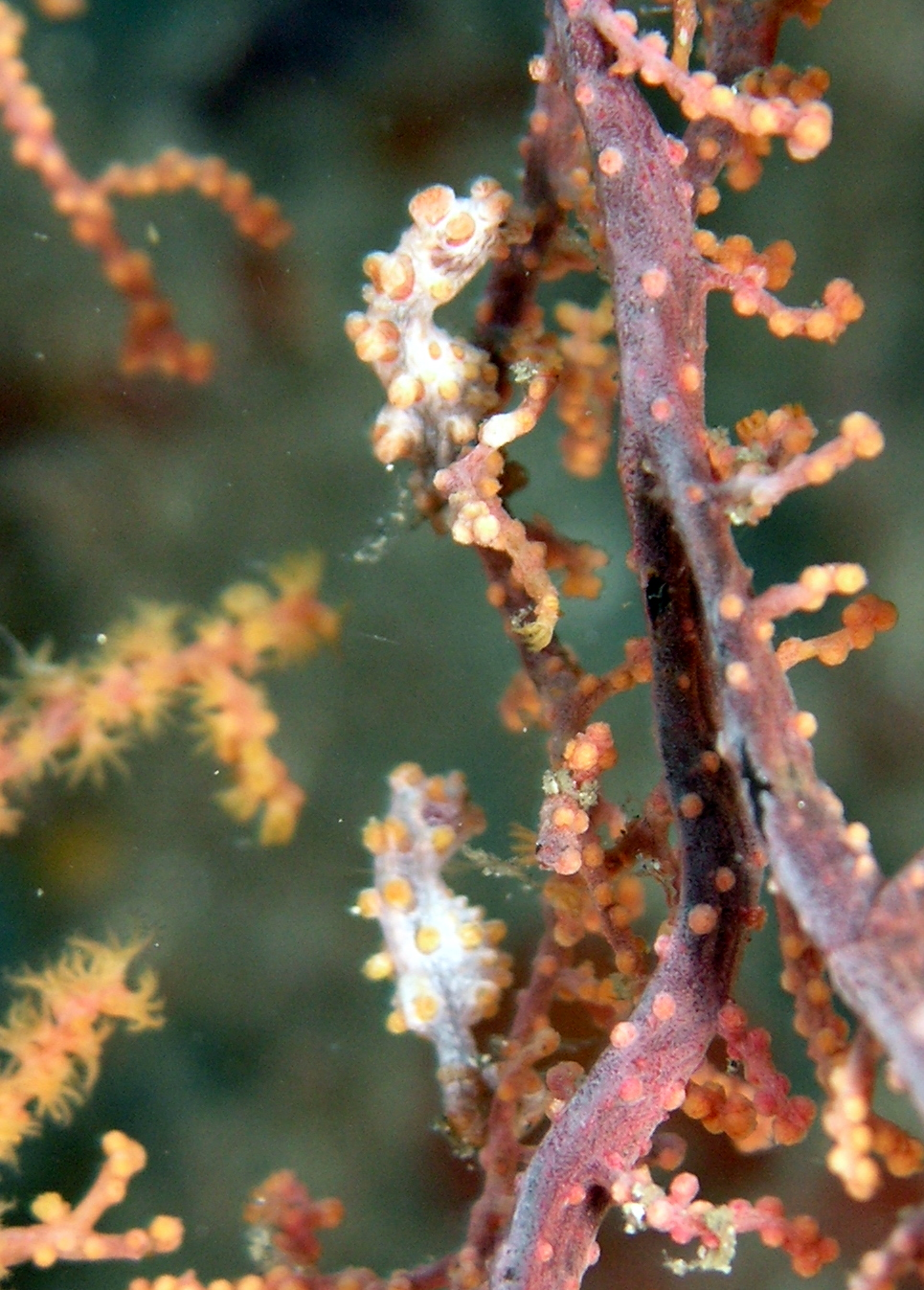
Hippocampus bargibanti
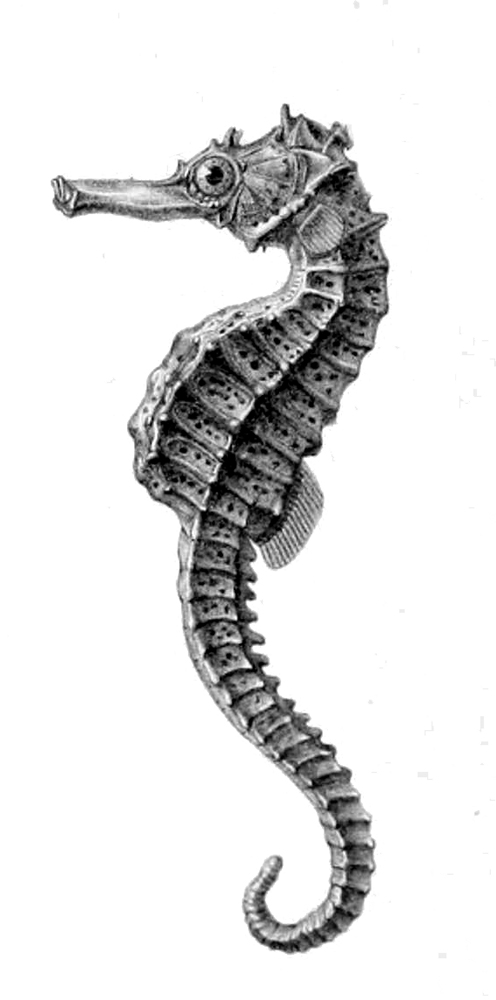
Hippocampus borboniensis
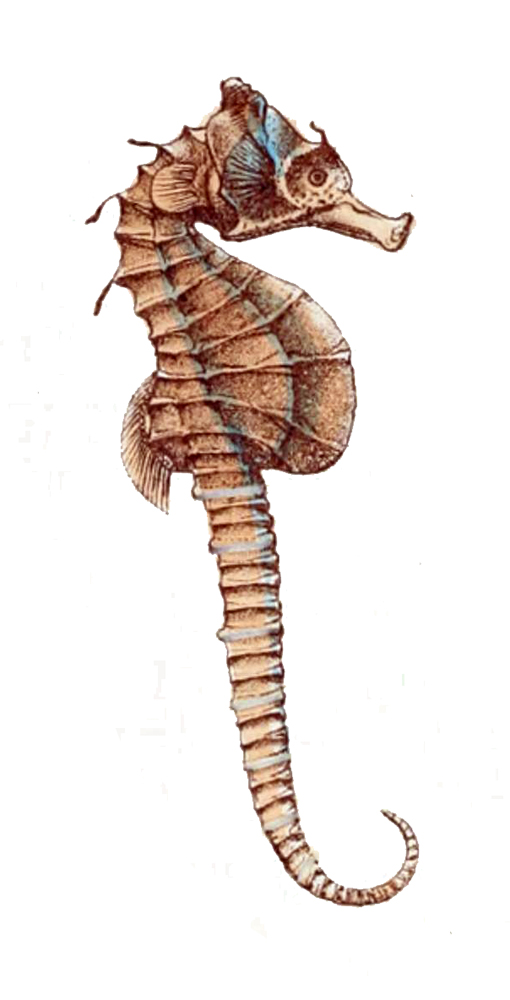
Hippocampus breviceps
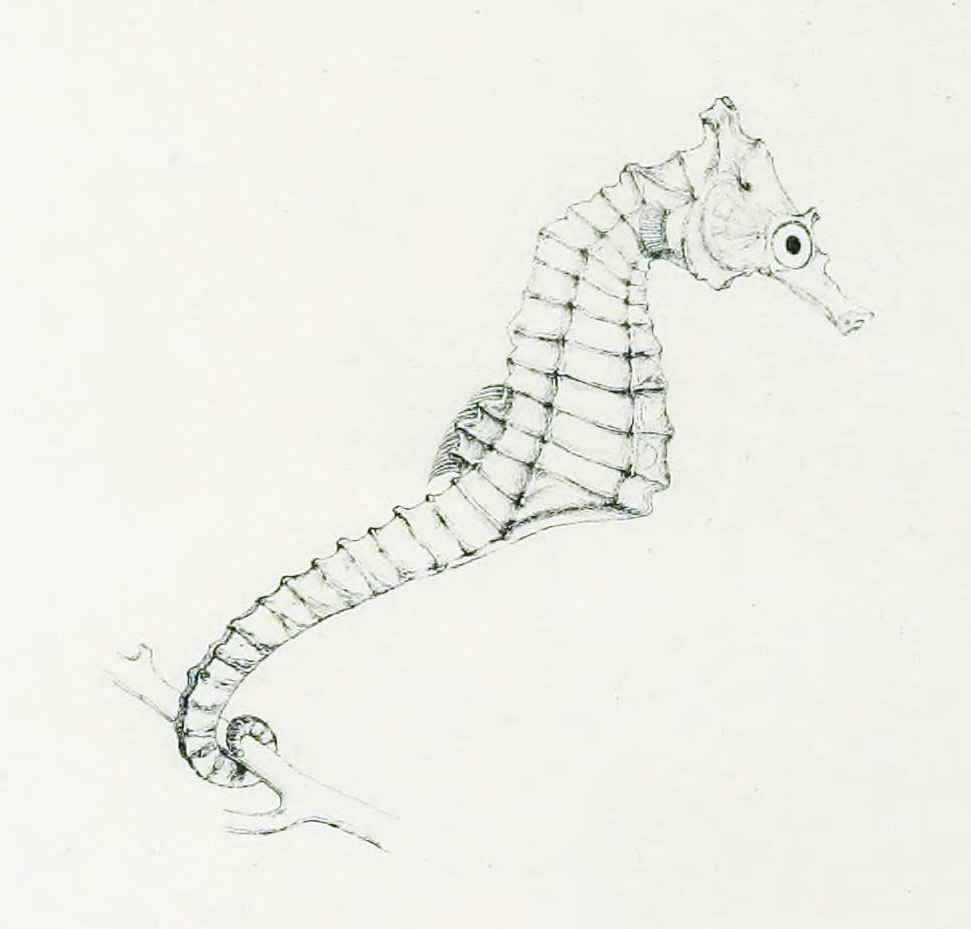
Hippocampus camelopardalis
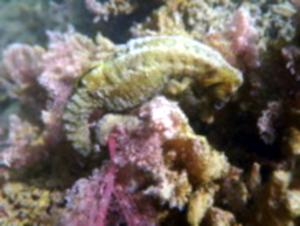
Hippocampus capensis
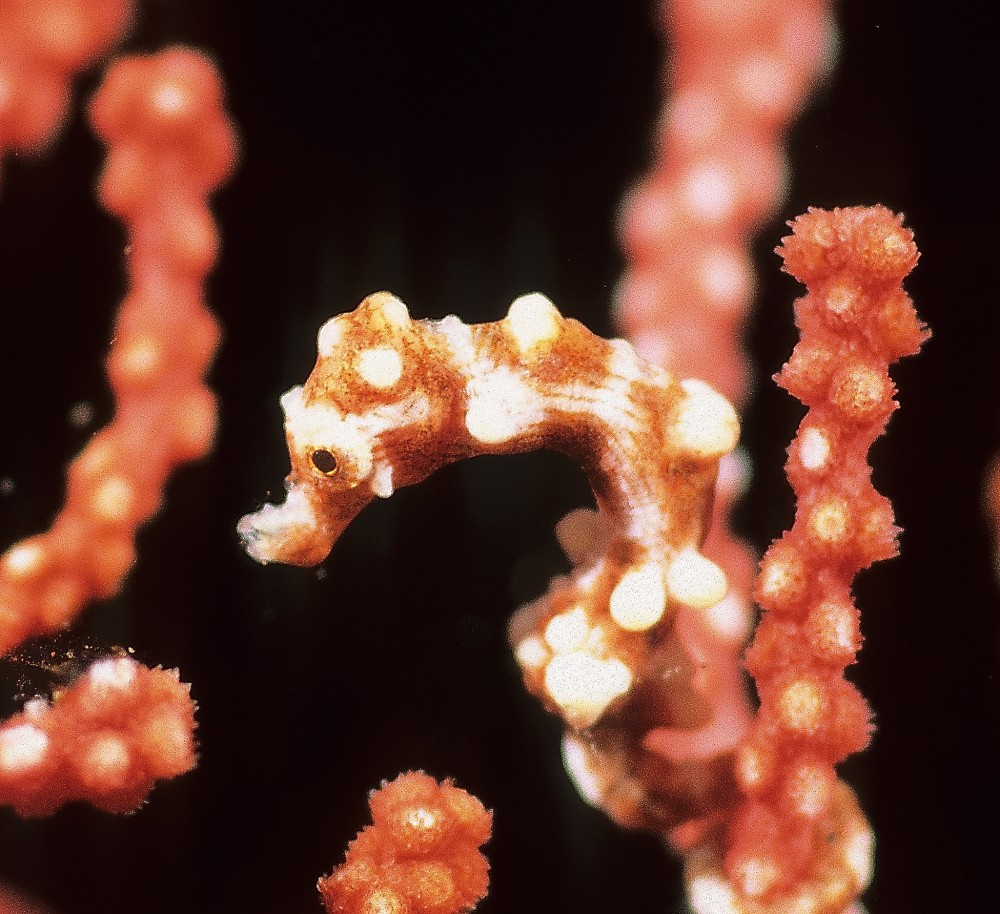
Hippocampus denise
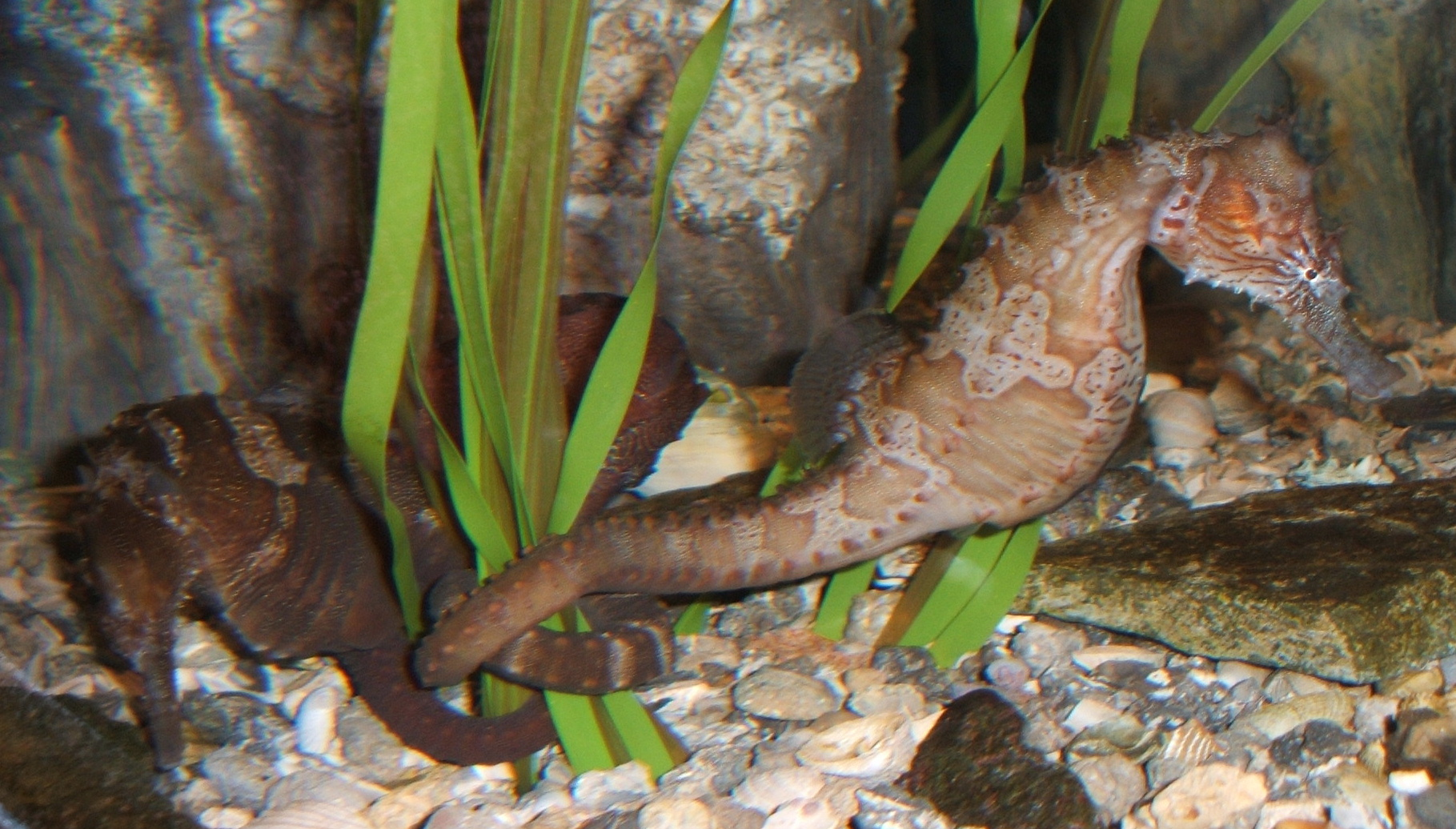
Hippocampus erectus
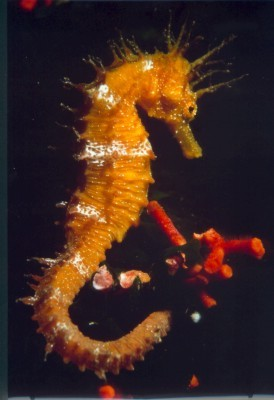
Hippocampus guttulatus
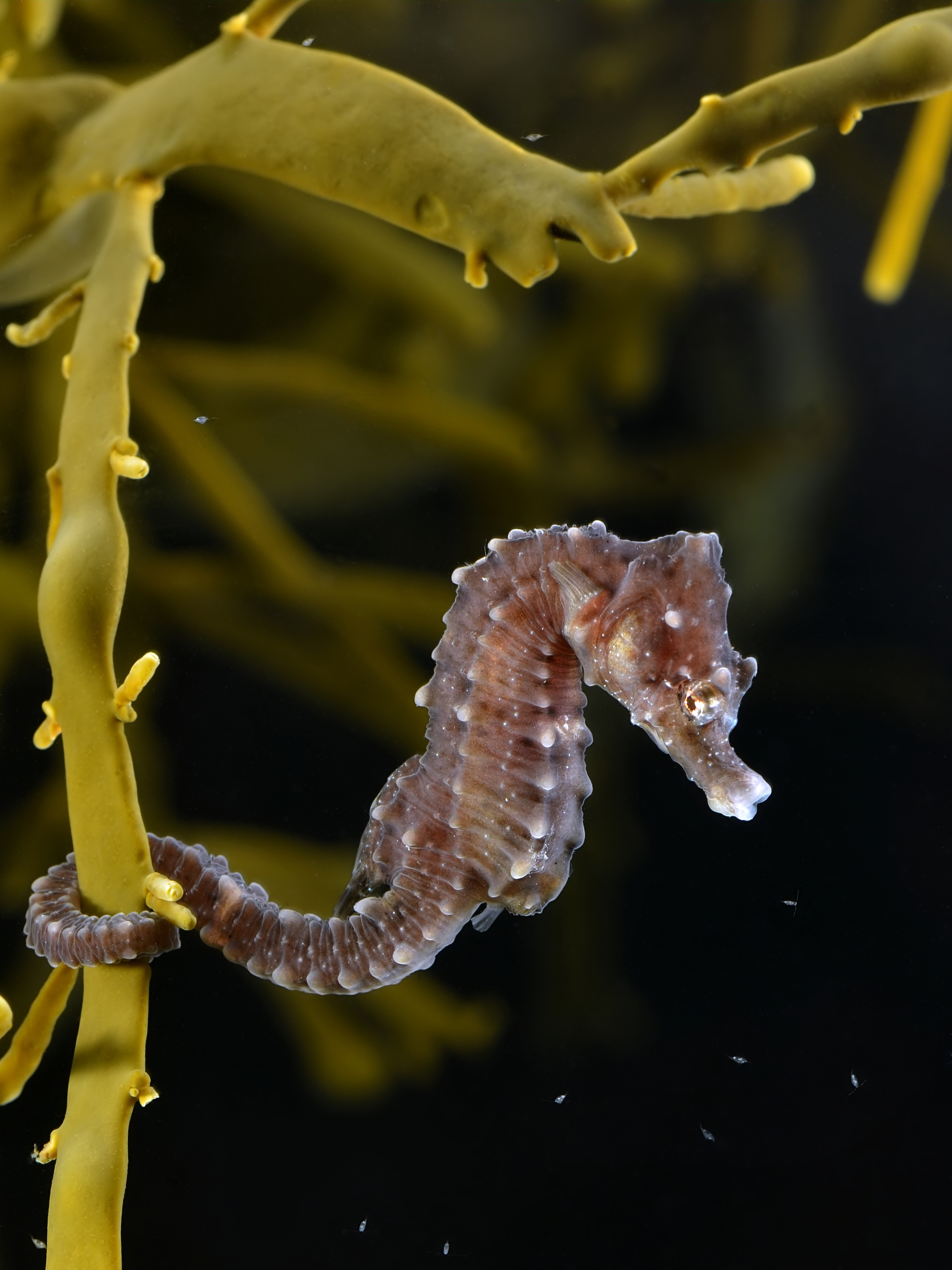
Hippocampus hippocampus
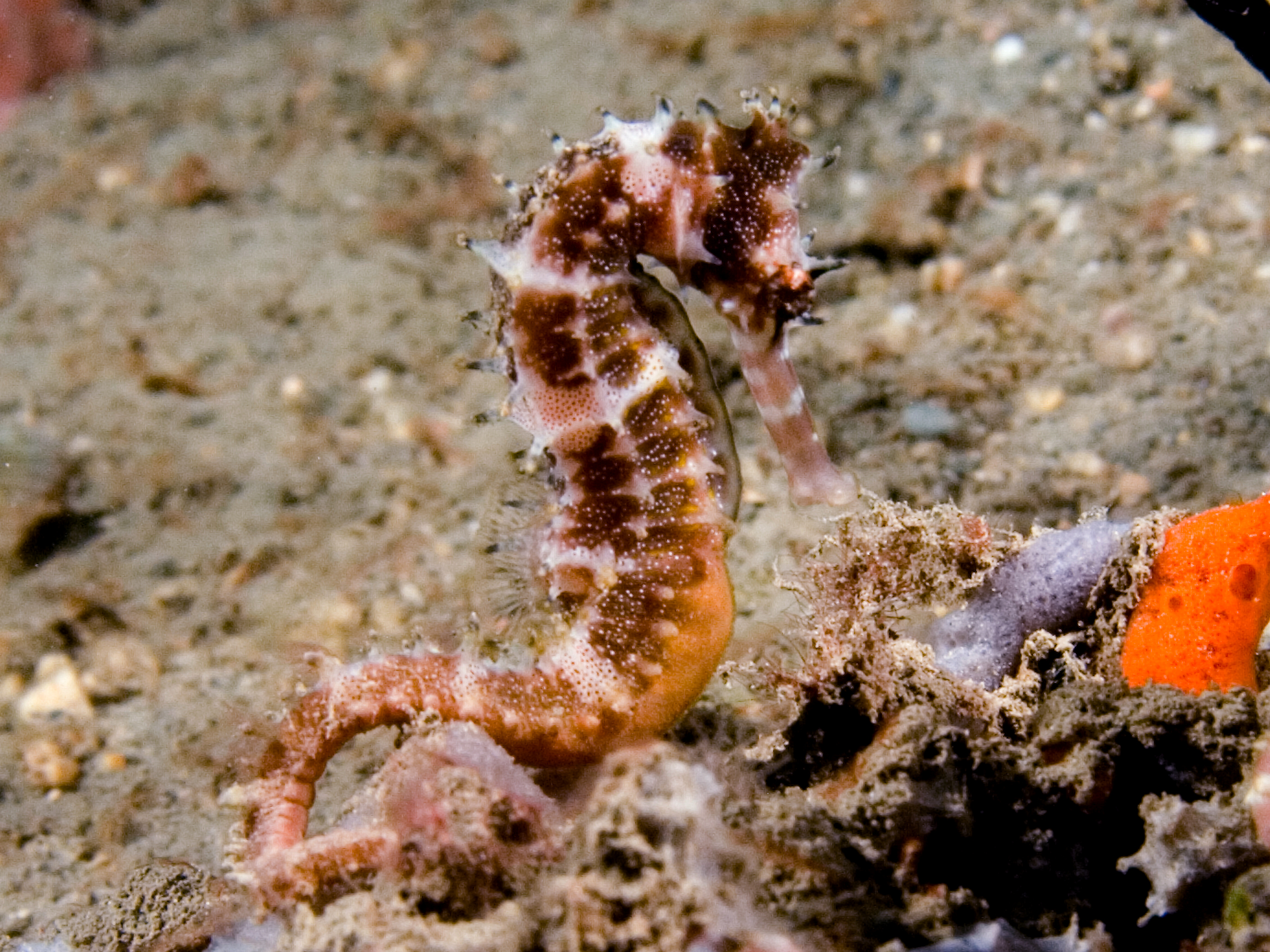
Hippocampus histrix
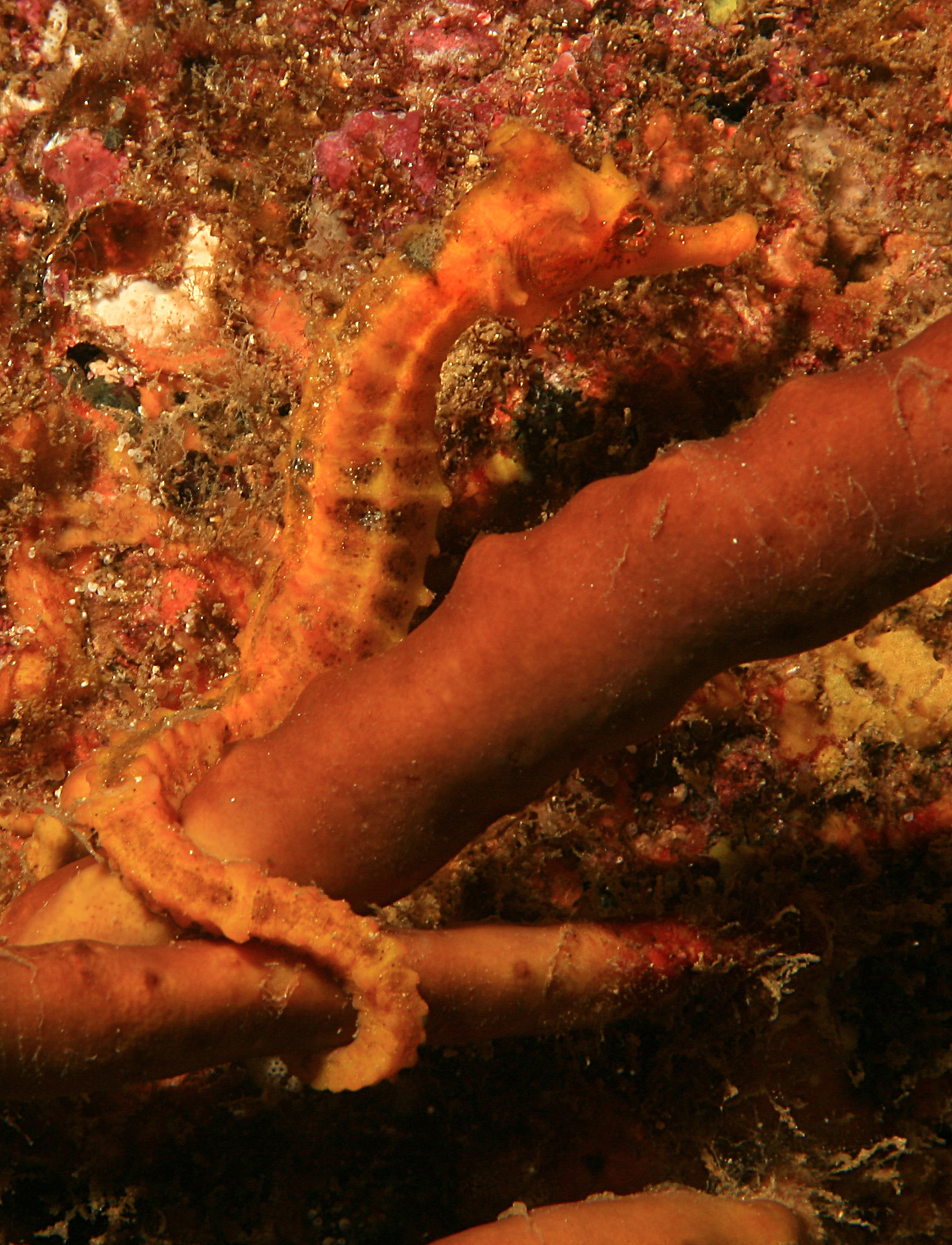
Hippocampus ingens
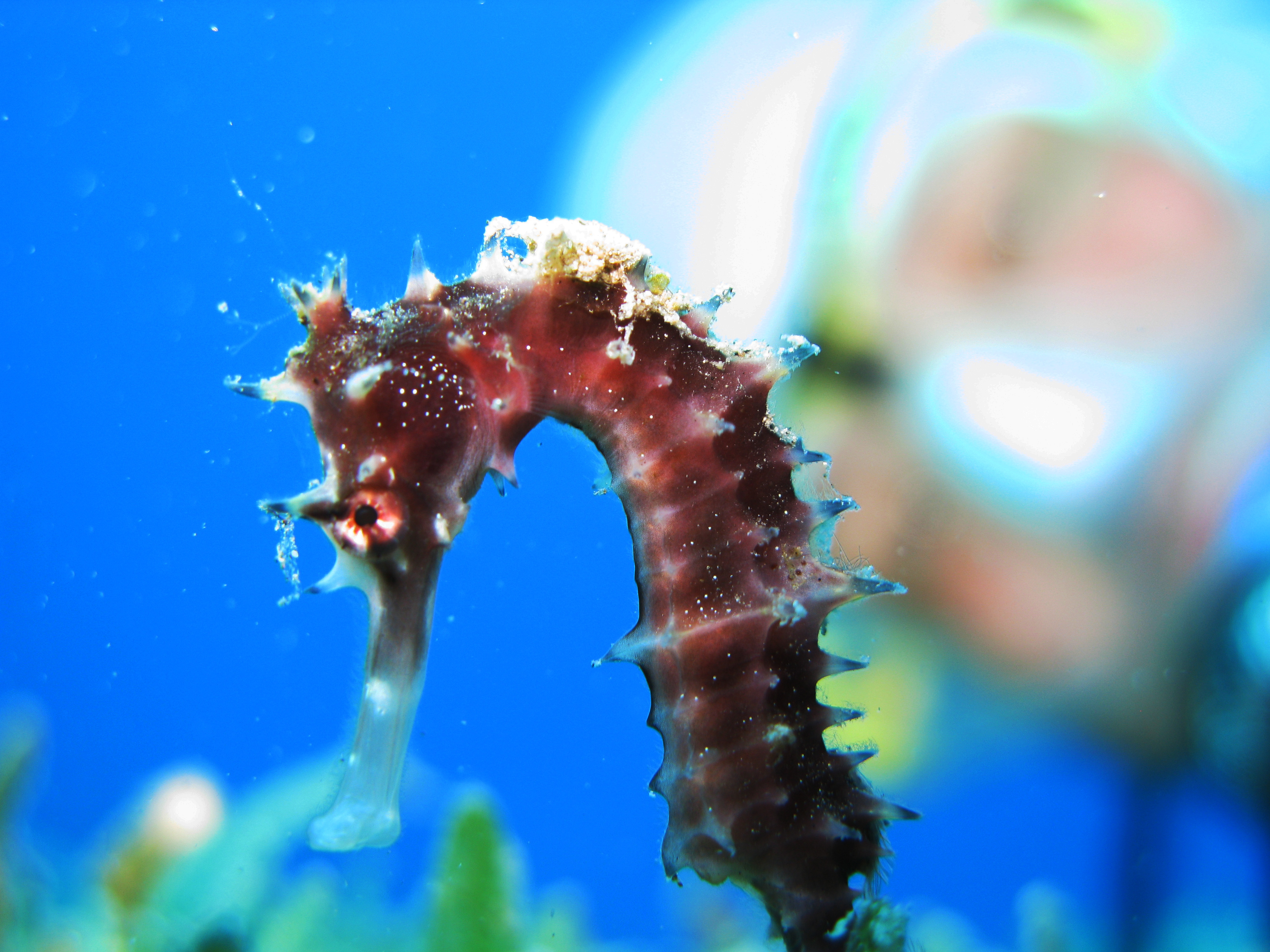
Hippocampus jayakari
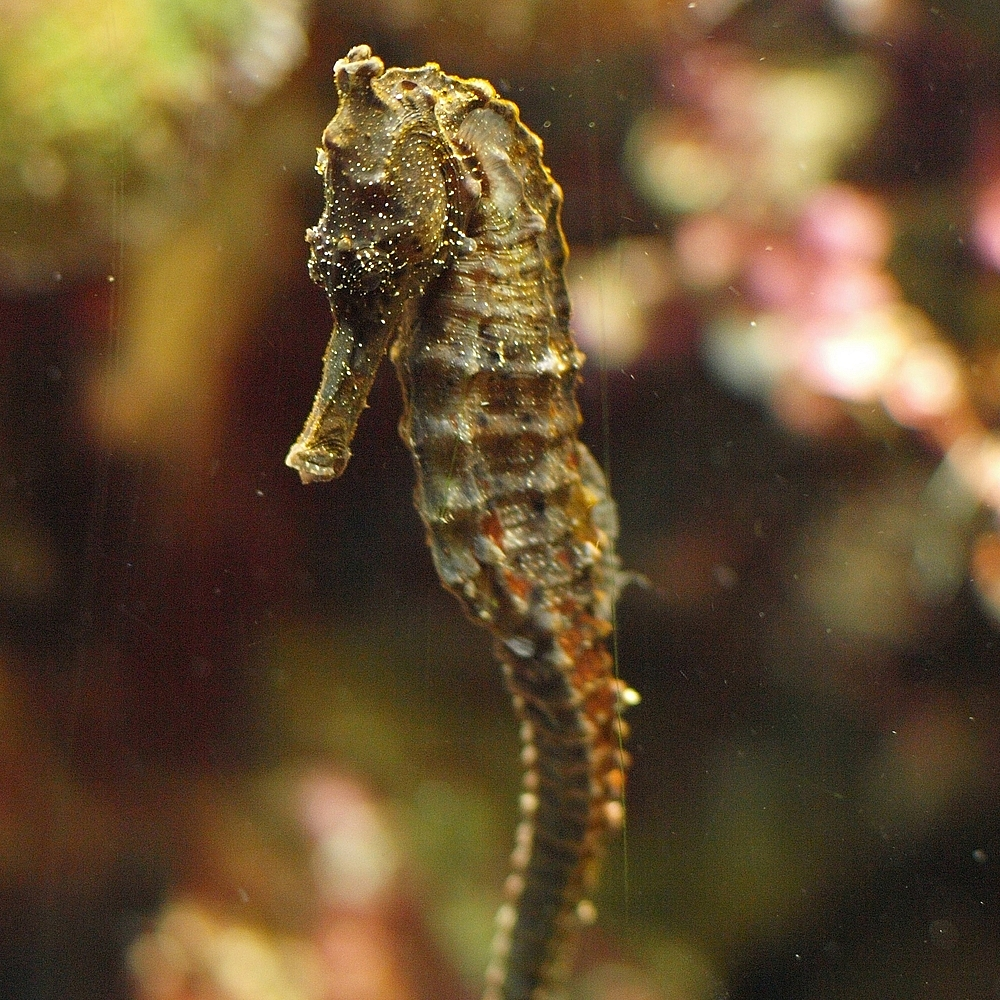
Hippocampus kelloggi
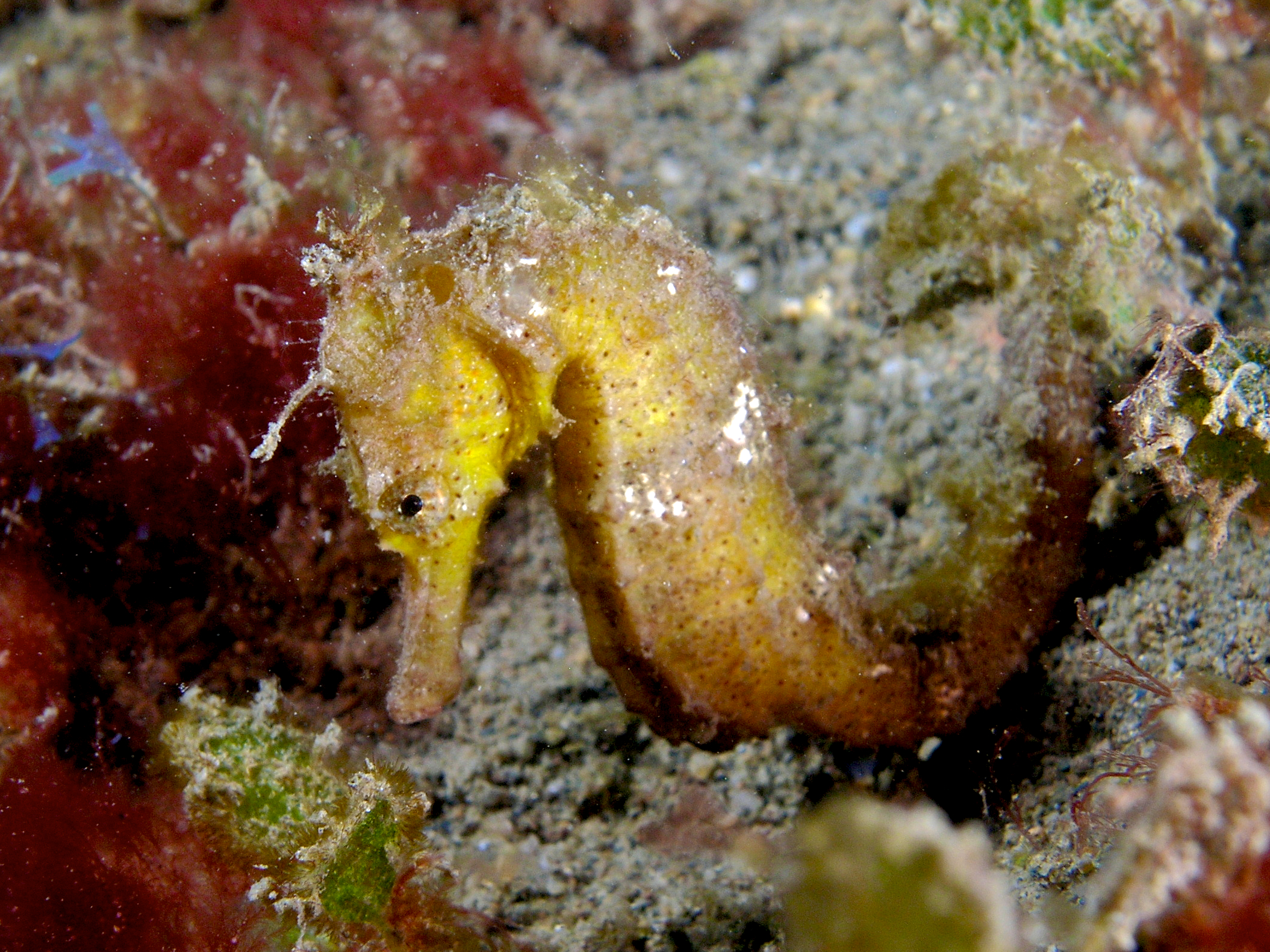
Hippocampus kuda
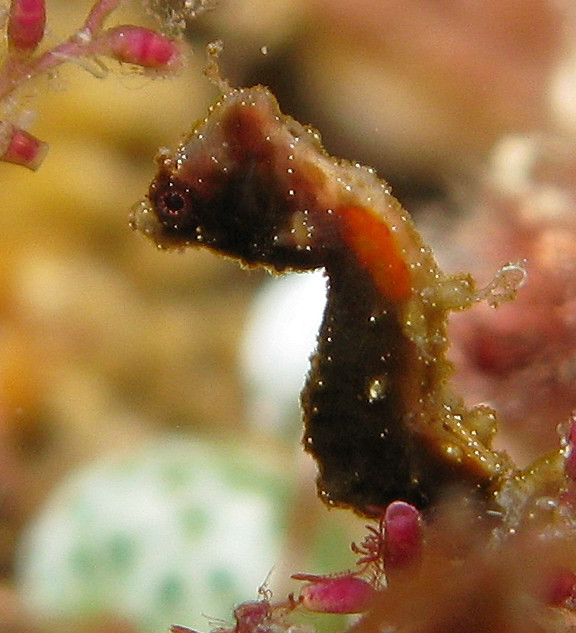
Hippocampus pontohi
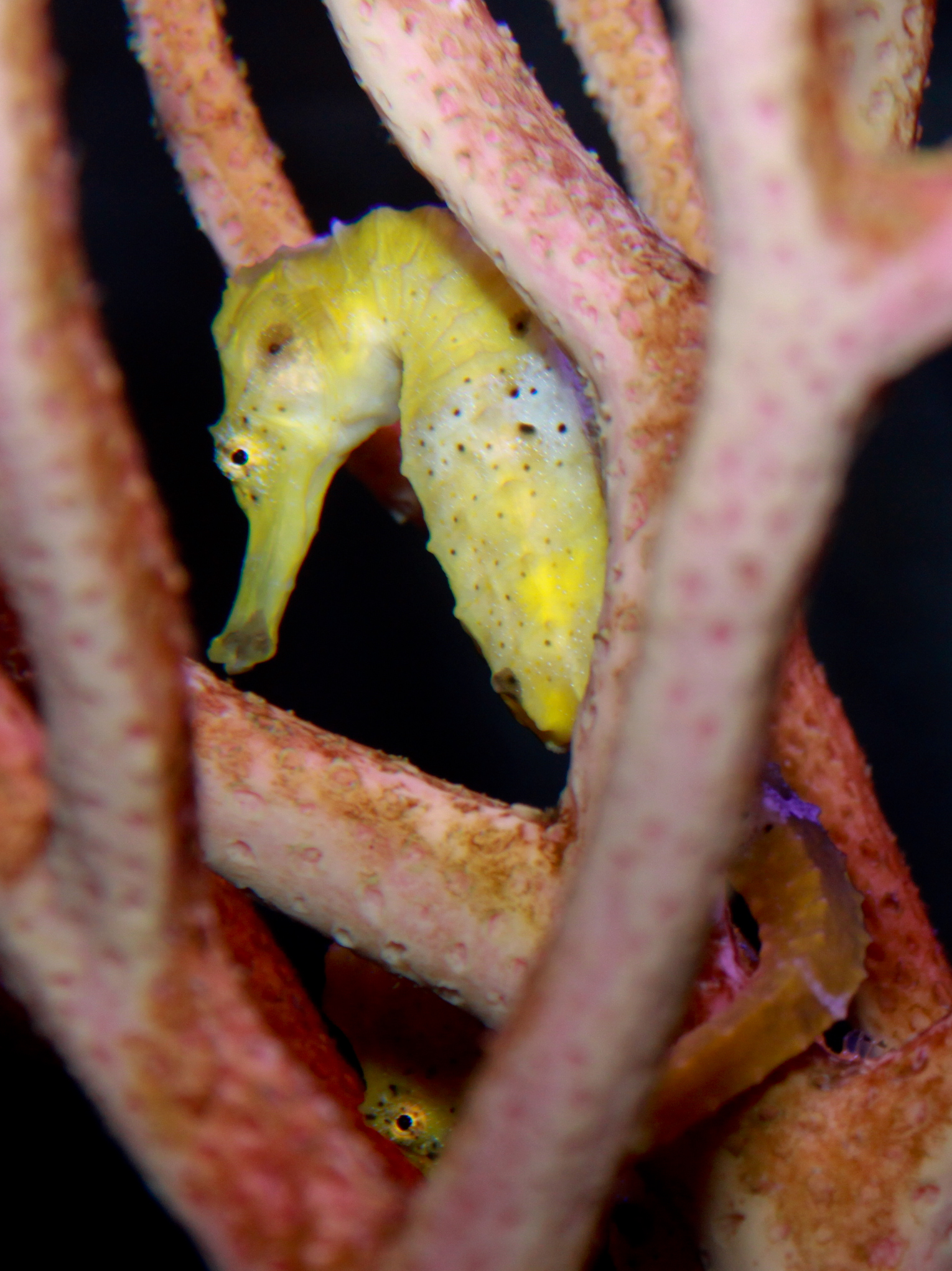
Hippocampus reidi
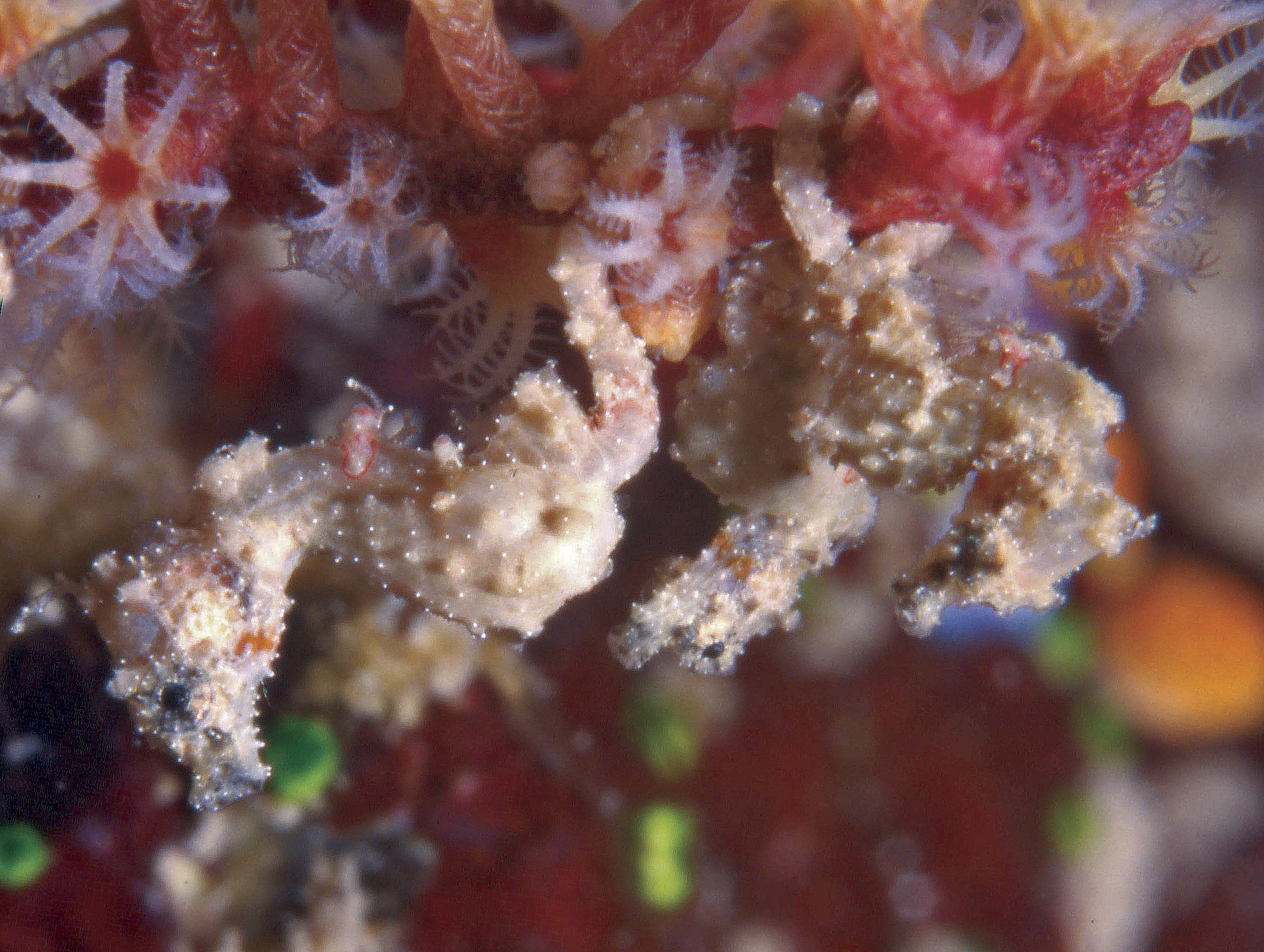
Hippocampus satomiae
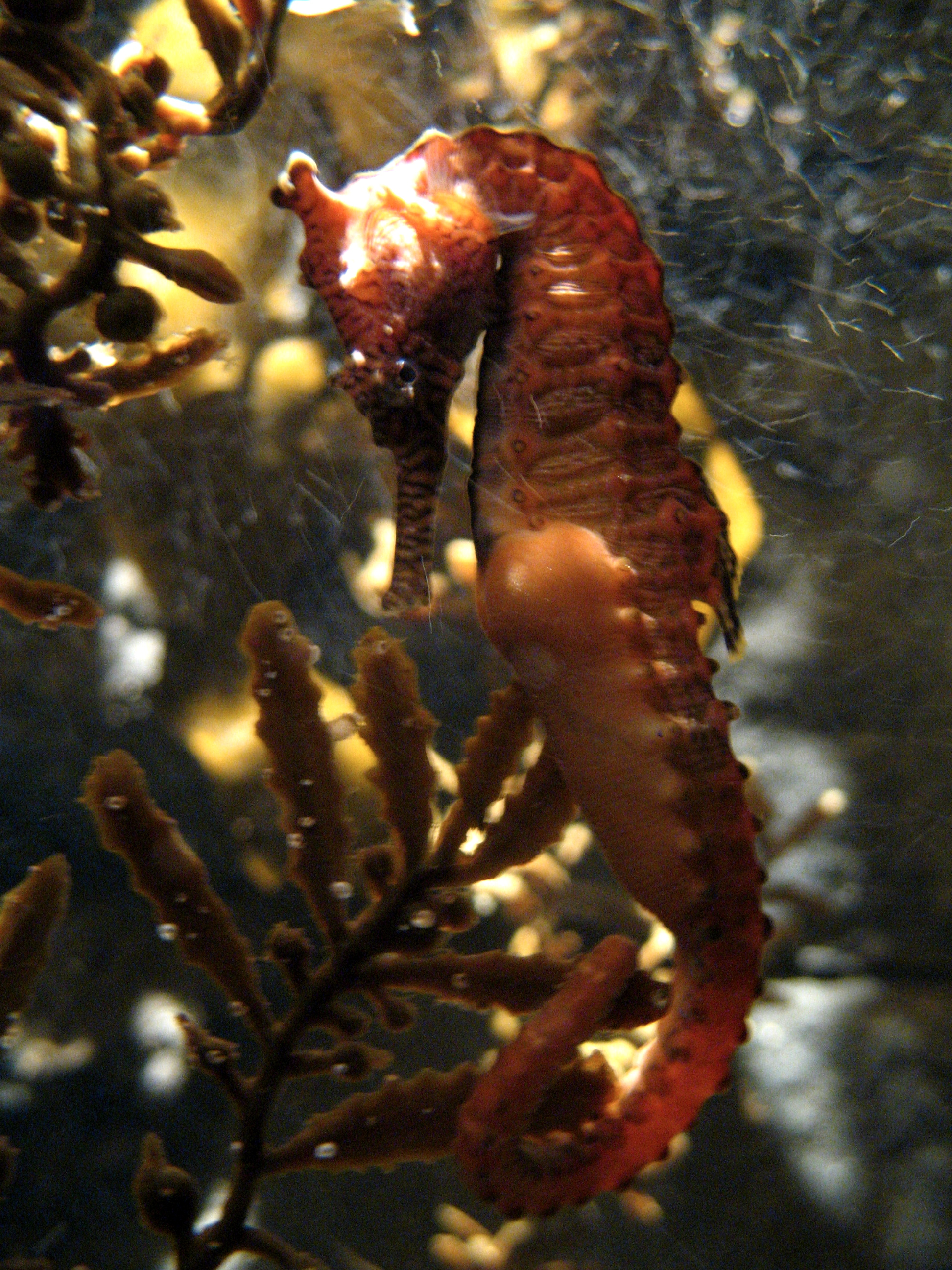
Hippocampus subelongatus
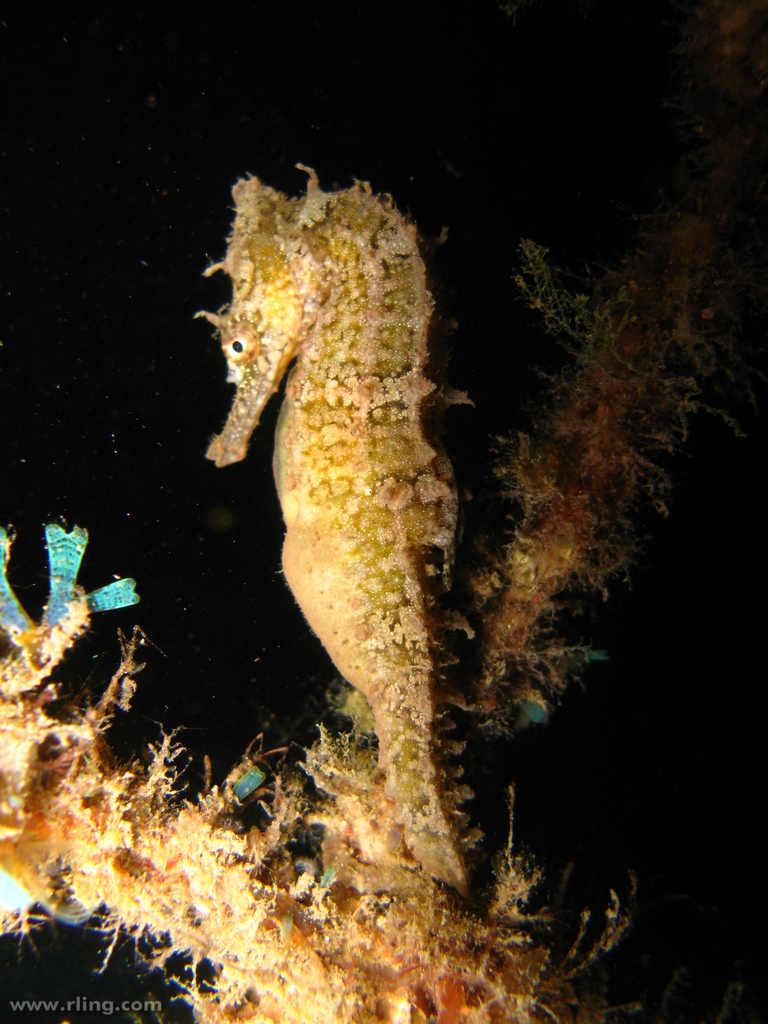
Hippocampus whitei
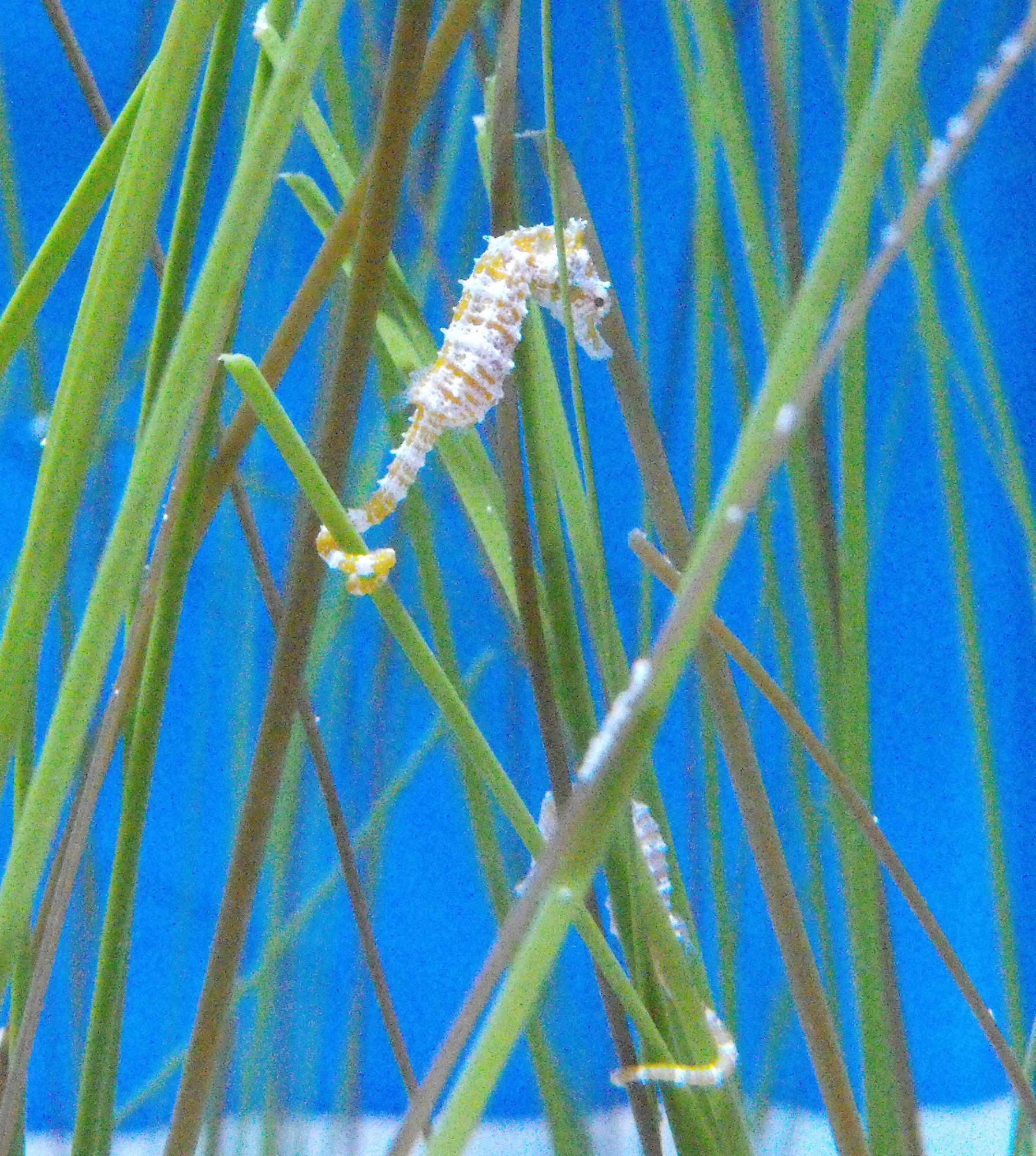
Hippocampus zosterae

Gatunki wymarłe
- Hippocampus sarmaticus
- Hippocampus slovenicus